# Jaime Anglada
Jaime Anglada Avilés (Palma de Mallorca, 13 de septiembre de 1972) es un cantautor, actor y presentador de televisión español.

## Trayectoria artística
A los 8 años comenzó a interesarse por la música y empezó a tocar el saxofón, reemplazando esa actividad por la guitarra. A los 13 años de edad, compone su primera canción. Mientras va creciendo, sigue aprendiendo nuevas canciones de rock y escuchando a grandes del rock y el folk norteamericano como Bob Dylan y Bruce Springsteen (su primer ídolo musical), y Elvis Presley, que lo influencian y que van a definir su estilo. En plena adolescencia, su familia sufre problemas económicos y Jaime comienza a colaborar en casa buscándose la vida en diferentes trabajos como pintor o repartidor, e incluso de marinero. Todo ello lo empezará a compaginar a la edad de 20 años tocando en bares de la isla de Mallorca donde se empieza a dar a conocer al público local, tocando sus primeras composiciones, acompañado únicamente de su guitarra y su armónica. Son muy frecuentes sus actuaciones en bares de música en vivo como el local palmesano "Blues Ville" o el ya clausurado "Sa Finestra". Una de esas noches, conoce a Victor Uris armoniquista de blues de la formación "Harmònica Coixa Blues Band" (una de las bandas de blues más prestigiosas de la isla) y comienza a acompañar en los temas que Jaime toca. Esa conexión musical es el germen que dará lugar a su primera formación, ya que gracias a Victor, Jaime conoce al percusionista argentino Hugo Sócrate , al guitarrista Toni Pastor, al batería inglés Toby Taylor, y al bajísta mallorquín Pep Estrada, quienes por aquel entonces tocaban con Daniel Higiénico en su banda Daniel i la Quartet del Baño Band. Gracias a ellos, Jaime logra conocer gente del panorama musical underground isleño, y con el tiempo consigue formar su primera banda de rock, allá por 1994.
Su primera banda la componen Kiko Porcel (batería), Pedro Beltrán (bajo), Xisco Torvisco (guitarra eléctrica), Cessar Esteban (teclados) y él mismo en guitarra acústica, eléctrica, armónica y voz.
En esa etapa de su vida, el representante de World of Music, Arts and Dance (WOMAD) en España se fija en él en un concierto, y le brinda la oportunidad de trabajar juntos, y gracias a ello, consigue a partir de ese momento dedicarse profesionalmente a la música y graba su primer disco.

## Dentro de la Noche (álbum debut en 1996)
En 1995 graba su primer disco titulado Dentro de la noche, editado por la discográfica Virgin en 1996 y producido por Roger Eno. En este primer trabajo de estudio colaborán músicos de la talla de Kate St John (saxofonista de Van Morrison) y Cristina Lliso (vocalista de Esclarecidos) que colaboran en varios de los temas. Su álbum debut comienza a sonar por las radios estatales y llama la atención de la crítica con una propuesta de rock'n'roll fresco y enérgico, que atrae a promotores que lo empiezan a llamar para actuaciones por toda la geografía nacional. Durante la gira promocional de Dentro de la noche, es contratado para participar en varios festivales WOMAD, lo cual le permite actuar en ciudades como Lisboa, París y Londres. Durante esa época, Jaime Anglada hace sus pinitos como actor, ya que le ofrecen un papel, en la que interpreta a un guitarrista que compone canciones con su guitarra y que trabaja de Disc jockey en una discoteca, en la serie de TVE A las once en casa que protagonizaban Ana Obregón y Antonio Resines. Esta inmersión en la serie televisiva, le ayuda a promocionar su disco y le permite salir en otros programas de TVE como el programa Música sí, donde toca Un Extraño Más, canción del primer single y primera canción del disco Dentro de la Noche.

## Empezar de Nuevo (1998) y ruptura con Virgin
En 1998 se mete nuevamente en el estudio y comienza a grabar Empezar de Nuevo, su segundo trabajo de estudio y último disco que editará con el sello discográfico Virgin. Esta vez, la producción del álbum la llevará Colin Farley, que le aplica un tono más cañero y distorsionado que en el primer disco. La grabación se realiza en los estudios Elioscentric de Londres, propiedad de Elvis Costello. El disco logra agradar a la crítica y a la prensa especializada, y pronto es reclamado por numerosas ciudades del país para promocionar su nuevo trabajo. Destacan los temas Detrás de las Rosas y el Reggae Cosas de Todo, Cosas de Nada. Virgin publica el primer single promocional del nuevo disco con la canción Ojos que me Miran, pero la promoción general del disco por parte de la discográfica no es muy notable. A pesar de las buenas críticas, a Jaime no se le ve satisfecho con la escasa difusión de su segundo disco, ya que en Virgin parecen estar más centrados en realzar a uno de los buques insignia del sello (los exitosos Jarabedepalo que acababan de explotar), que en promocionar al cantautor mallorquín. Probablemente todo esto propiciara la ruptura amistosa con Virgin. A pesar de que separaron sus caminos, Jaime siempre ha estado muy agradecido a Virgin por la oportunidad que le brindó de grabar su primer disco y de ser hoy día el músico que es.
Después de acabar la gira y su relación contractual con Virgin, Jaime Anglada continúa actuando en locales, salas y bares de Mallorca con alguna que otra actuación ocasional en la península (sobre todo Madrid). No vuelve a editar un disco hasta 2003. En ese tiempo, además de realizar conciertos por el circuito de bares palmesanos, se dedica también a competir en regatas de vela  (una de sus grandes pasiones), compitiendo en varias ediciones de la Copa del Rey de Vela.

## Nunca Tendremos Graceland (2003)
Tras ese largo parón de 5 años sin pisar un estudio de grabación, retorna al mismo con fuerza para sacar del tintero su tercer álbum bajo el título de Nunca Tendremos Graceland, editado por la discográfica local Blau, y producido por el mismo Jaime Anglada. En esta ocasión, Jaime nos regala 14 nuevos temas, con un aire un poco más acústico que sus dos anteriores, de las cuales hay que resaltar Mi Última Canción, Puerto de Santa María y Navegando Solo, tema que escribió cuatro años antes para David Broza y que el artista israelí graba en su disco Isla Mujeres. Destaca sobre todo, Cridaré el teu Nom, su primera canción compuesta en catalán autóctono de la isla (mallorquín). Este tema alcanza un gran éxito en Cataluña, donde las radios de habla catalana no paran de poner la canción. Esto le supone tener las puertas abiertas al público catalán, donde realiza varios conciertos de la gira. Realiza una nueva gira por la península, y además consigue llevar su música fuera de nuestras fronteras. Realiza conciertos en Moscú y en Tel Aviv, donde actúa invitado por el Instituto Cervantes. El disco, cuenta con dos Bonus Track; la primera, Canciones y palabras, es una canción compuesta con frases y títulos de los discos publicados por Jaime hasta esa fecha, y la segunda Mi Camarera es un tema Country muy bohemio, todo un himno digno de ser cantado con una cerveza en la mano en la barra de cualquier bar.

## Otra Canción de Carretera (2005)
En el Año 2005 Jaime publica nuevamente con Blau  un nuevo trabajo. En este cuarto disco, Jaime Anglada repite como productor, y presenta 10 nuevas canciones de las cuales destacan la homónina Otra Canción de Carretera y Enanito Burlón, un tema que a Jaime le gusta emplear para terminar sus conciertos. En este álbum nos encontramos a un Jaime Anglada más lírico y más maduro en sus letras que en sus anteriores trabajos. Tras la publicación del disco, se organiza una gira promocional que se prolongará durante los próximos dos años, tocando en locales y salas de toda España. Un trabajo muy logrado, con una producción impecable.

## Stereo (2010)
Jaime  vuelve en 2010 con fuerza con un trabajo más roquero y eléctrico que en su anteriores discos. El quinto álbum, bautizado certeramente como Stereo es producido por Pablo Ochando (guitarrista de La Granja y Dawholeenchilada). El disco refleja una evolución notable en las composiciones. Buenas letras, temas perfectamente empastados y retorno al Jaime Anglada más cañero, que recuerda al de sus dos primeros trabajos. El disco es grabado entre 2008 y 2009 en los Estudio 33 de Lluchmayor en Mallorca, y los músicos escogidos para su elaboración son José Luís Hernández “Mac” (Bajo) y Toni Jurado (Batería), ambos músicos de la banda de Ariel Rot, y vuelve a contar en sus filas con David Gwynn (Guitarra). Destacan Todo lo que Puedo Dar, 50%, Mi Peor Parte, Dónde Estabas Tu, y sobre todo Palabras que Nunca te he Dicho, que curiosamente aparece en el disco dos veces, una primera vez en la que Jaime canta a dúo con Rebeca Jiménez quien aporta en el tema una colaboración de lujo, y una segunda ya cantada únicamente por Jaime, que aparece como Bonus Track. La presentación oficial en directo de su Stereo fue en la Sala Assaig de Palma el 7 de mayo de 2010, aunque la gira ya la había iniciado el 25 de marzo de 2010 en la Sala Costello Club de Madrid. Su directo suena más potente que nunca. Es probablemente, en su totalidad de canciones, el disco que mejor suene en directo de toda su carrera hasta la fecha.

## Primer disco en directo (2011)
Desde los tiempos de Virgin, a Jaime Anglada se le ha requerido siempre la publicación de un disco en directo. Y curiosamente en su gira más potente, presentando Stereo en distintas salas y bares del país, es cuando el cantautor decide capturar esa energía para inmortalizarlo en el CD. Bajo el título de Jaime Anglada en concierto, gira Stereo 10-11. El cantautor desvela cómo se hizo: “está grabado sin recording, con sus fallos y sus aciertos”. El directo fue grabado en la Finca Galatzó de Calviá (Mallorca), se pueden escuchar gran parte de los temas de su último disco de estudio, y también aparecen temas que ya son himnos en su repertorio, como “Nunca Tendremos Graceland”, o “Enanito Burlón”. Además, vienen dos Bonus Track inéditas: Vagabundos del Rock'n'roll y Cuidado al Despertar. Este último se trata de un tema antiguo, de 1988, que Jaime libera de su baúl de los recuerdos para compartirlo con sus fanes. En realidad este tema (que fue desechado de su segundo álbum Empezar de Nuevo), fue el origen de Stereo, ya que cuando Pablo Ochando lo escuchó, se entusiasmó tanto, que propuso a Jaime que todo el disco sonara con esa fuerza, ese Rock crudo, sin tabúes que el genial productor supo sellar en Stereo.

## Temposinfónico (2013)
Temposinfónico, es el último disco de Jaime Anglada publicado hasta la fecha. Se trata de un nuevo disco recopilatorio de sus mejores temas grabado con la colaboración de una buena parte de los músicos de la Orquesta Sinfónica de Baleares, llevando las canciones a un registro más orquestal. Se trata de una Big Band sinfónica de una excelente calidad. El nuevo álbum se graba en los Estudios Sonoteque de Palma y es supervisado por Miquel Llinás. En cuanto a los arreglos orquestales y las partituras, se encargan de darles forma Miquel Àngel Aguiló y Antonio Cuenca. Para este proyecto, se decide prescindir de la figura del productor, porque según explica Miquel Angel Aguiló en una entrevista dada al diario Última Hora, los temas ya tienen una personalidad pulida y una trayectoria. Deciden pues enfocar toda la base en una banda de Rock con adornos orquestales encima. El patrocinador del proyecto es la marca relojera Oris Swiss Watches. Este nuevo trabajo presenta además dos temas inéditos dedicados a las dos ciudades que han marcado la vida del cantautor mallorquín:  Palma y  Madrid, las cuales Jaime define así: "Palma es mi mujer y Madrid es mi amante". El disco fue presentado en directo con la Orquesta Sinfónica de Baleares en el Auditorium de Palma  el 23 de enero de 2014.

## Discografía
- Dentro de la noche (1996)
- Empezar de nuevo (1998)
- Nunca tendremos Graceland (2003)
- Otra canción de carretera (2005)
- Stereo (2010)
- Jaime Anglada en concierto, gira Stereo 10-11 (2011)

- Temposinfónico (2013)
- Manzana de caramelo con Carolina Cerezuela (2016)
- Detrás del corazón con Carolina Cerezuela (2019)